# Gentiana argentea
Gentiana argentea là một loài thực vật có hoa trong họ Long đởm. Loài này được (Royle ex D.Don) Royle ex D.Don mô tả khoa học đầu tiên năm 1837.